# Zamia variegata
Zamia variegata — вид голонасінних рослин класу Саговникоподібні (Cycadopsida).

## Поширення, екологія
Основний ареал знаходиться в Гватемалі, де вид росте в басейні річки Ріо-Мотагуа. Рослини також знаходяться в штаті Чьяпас, Мексика і прибережних районах Белізу і Гондурасу. Цей вид зустрічається в мокрих рівнинних лісах і на більшій висоті в сосново-дубових лісах.

## Загрози й охорона
Руйнування середовища проживання, як вважають, зменшило чисельність населення на ≈ 50% протягом останніх кількох десятиліть. Рослини знаходяться в англ. Columbia River Forest Reserve, Sarstoon Temash National Park в Белізі.